# Anacropora
Anacropora is een geslacht van koralen uit de klasse van de Anthozoa (bloemdieren).

## Soorten
- Anacropora forbesi Ridley, 1884
- Anacropora matthai Pillai, 1973
- Anacropora pillai Veron, 2000
- Anacropora puertogalerae Nemenzo, 1964
- Anacropora reticulata Veron & Wallace, 1984
- Anacropora spinosa Rehberg, 1892
- Anacropora spumosa Veron, Turak & DeVantier, 2000